# 합포로
합포로는 경상남도 창원시 마산합포구에 있는 도로이다.
합포로는 월영광장에서 시작되어서 양덕광장에서 끝나는 도로이다. 이 도로는 월영동 산호동 합포동을 지나는 도로다. 이 도로는 삼각지공원 등을 지나간다. 이 도로는 매립지와 비매립지를 나눈다.